# Cveto
Cveto je moško osebno ime.

## Izvor imena
Ime Cveto je različica imena Cvetko.

## Pogostost imena
Po podatkih Statističnega urada Republike Slovenije je bilo na dan 31. decembra 2007 v Sloveniji število moških oseb z imenom Cveto:123. Med vsemi moškimi imeni pa je ime Cveto po pogostosti uporabe uvrščeno na 541 mesto.

## Osebni praznik
Cveto god|goduje 4. maja.